# Bonheiden
Bonheiden es una localidad y municipio de la provincia de Amberes en Bélgica. Sus municipios vecinos son Boortmeerbeek, Haacht, Keerbergen, Malinas, Putte y Sint-Katelijne-Waver. Tiene una superficie de 29,3 km² y una población en 2018 de 14.951 habitantes, siendo los habitantes en edad laboral el 60% de la población.

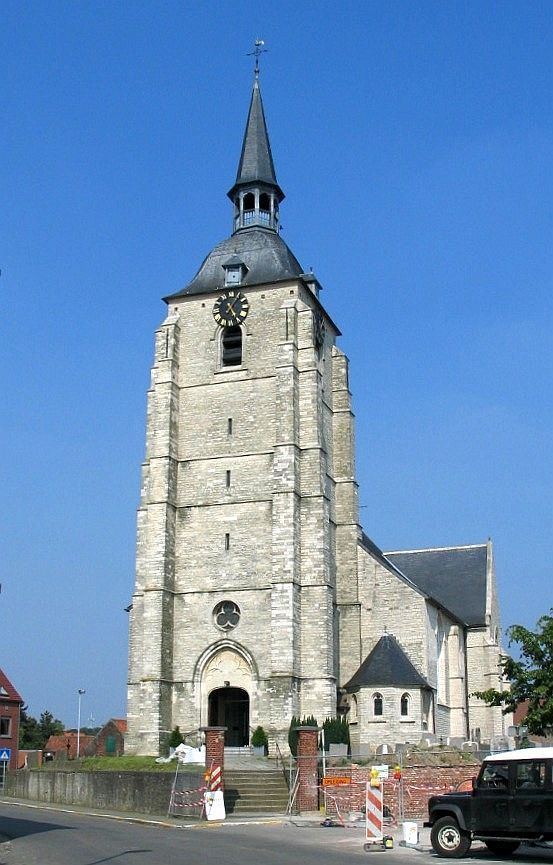
Iglesia de San Martín.

El municipio comprende las ciudades de Bonheiden y Rijmenam.
En Bonheiden y en toda la región, pueden ser visitados búnkeres de la resistencia belga durante la Segunda Guerra Mundial, la mayoría de los cuales están abiertos y accesibles al público.

## Personas notables de Bonheiden
- Sven Nys, ciclista.
- Niels Albert, ciclista.
- Wouter Van Besien, político.
- Koen Casteels, futbolista.
- Inge Vervotte, política.
- Luc Van den Brande, político.
- Kevin Vandenbergh, futbolista.

## Demografía

### Evolución
Todos los datos históricos relativos al actual municipio, el siguiente gráfico refleja su evolución demográfica, incluyendo municipios después de efectuada la fusión el 1 de enero de 1977.
| Gráfica de evolución demográfica de Bonheiden entre 1846 y 2020 |
|                                                                 |